# Trichosaundersia rufopilosa
Trichosaundersia rufopilosa là một loài ruồi trong họ Tachinidae.